# Elecciones generales de Brasil de 1998
Las elecciones generales se celebraron en Brasil el domingo 4 de octubre de 1998, con una segunda vuelta el domingo 25 de octubre. En la primera vuelta, Fernando Henrique Cardoso fue reelegido presidente y fueron elegidos gobernadores de 14 estados de Brasil, además de todos los escaños de la Cámara de Diputados y Asambleas Legislativas, y un tercio de los escaños en el Senado Federal. En la segunda ronda se definieron las gobernaciones de 12 estados y el Distrito Federal. Esta elección estuvo marcada por el uso de máquinas de votación por primera vez. Se habrían utilizado en todos los municipios dos años después, en las elecciones locales del 2000.
Esta fue la tercera elección general celebrada después de la promulgación de la Constitución de 1988, siendo también la tercera vez que los brasileños votaron directamente por el presidente desde el final de la dictadura militar. Poco antes de que se llevaran a cabo estas elecciones, el gobierno federal pudo aprobar en el Congreso Nacional un proyecto de enmienda constitucional que permitía la reelección de los miembros del poder ejecutivo. Hubo mucha discusión sobre la constitucionalidad del proyecto de ley, y la prensa hizo denuncias de que algunos parlamentarios fueron sobornados para votar a favor de la aprobación del proyecto de ley.
Dejando de lado las controversias, el entonces presidente Fernando Henrique Cardoso, respaldado por una coalición que incluía a los tres principales partidos de la época (el Partido del Frente Liberal, el Partido del Movimiento Democrático Brasileño (que le ofreció su apoyo informal) y su propio partido, el Partido de la Social Democracia Brasileña) pudo ser reelegido en la primera ronda después de alcanzar el 53% de los votos válidos. Su margen sobre el candidato del Partido de los Trabajadores, Luiz Inácio Lula da Silva, fue del 21,3%, lo que le dio una segunda victoria aplastante; Es hasta la fecha la última victoria aplastante en la historia brasileña. Lula da Silva recibió casi el 32% de los votos. Ciro Gomes, entonces miembro del Partido Popular Socialista, quedó en tercer lugar, con casi el 11% de los votos.

## Contexto histórico
Fernando Henrique Cardoso, más conocido como FHC, fue nombrado presidente el 1 de enero de 1995, luego de derrotar a Luiz Inácio Lula da Silva, su principal rival en las elecciones de 1994, en la primera vuelta por una ventaja de casi 30 millones de votos. FHC había basado su primera campaña presidencial en el recién lanzado Plan Real y la promesa de estabilizar la economía de Brasil. De hecho, el plan tuvo un efecto positivo durante los primeros años de su administración, ya que pudo reducir las tasas de inflación exorbitantes, estabilizar el tipo de cambio y aumentar el poder adquisitivo de la población brasileña sin shocks ni congelamiento de precios.
En el primer día de su administración, el Tratado de Asunción entró en vigor. Firmado por Fernando Collor de Mello, predijo la implementación del Mercosur, un área de libre comercio entre Brasil, Argentina, Uruguay y Paraguay. Además, la primera administración de FHC estuvo marcada por reformas políticas y económicas, como el fin de los monopolios estatales en materia de petróleo y telecomunicaciones, la reforma de los planes de seguridad social y el cambio en el concepto de "compañía nacional". Aunque aprobadas en el Congreso, las reformas llevadas a cabo por el gobierno federal encontraron una fuerte resistencia de la oposición, en particular el Partido de los Trabajadores, que criticó ferozmente la privatización de empresas como Vale do Rio Doce y la enmienda constitucional que permitió la reelección. de los funcionarios del poder ejecutivo. Como resultado, Peter Mandelson, un colaborador cercano del entonces primer ministro británico y líder del Partido Laborista, Tony Blair, declaró que las propuestas del Partido de los Trabajadores representaban "un socialismo anticuado y desactualizado". En ese momento, las relaciones entre FHC y Blair se magnificaron, una vez que ambos eran adherentes de la Tercera vía.
A pesar de sus victorias políticas, el gobierno necesitaba imponer medidas para enfriar la demanda interna y ayudar a la balanza comercial, lo que finalmente hizo que el desempleo creciera y la economía mostrara signos de recesión. Otras áreas, como la salud, la educación y la reforma agraria también sufrieron grandes crisis. El violento conflicto en el campo llegó a su apogeo con la masacre de Eldorado dos Carajás. Por lo tanto, la campaña de reelección de FHC se basó en la idea de que la continuidad de su gobierno era esencial para que la estabilización alcanzara áreas distintas a la economía, como la salud, la agricultura, el empleo, la educación y la seguridad pública.

## Candidatos presidenciales
La carrera presidencial de 1998 tuvo doce candidatos, el mayor número de candidatos desde las elecciones de 1989, cuando se lanzaron más de veinte candidaturas. El número podría haber sido tan alto como quince, pero la Justicia Electoral retiró la candidatura del destituido presidente Fernando Collor de Mello, mientras que Oswaldo Souza Oliveira y João Olivar Farias se negaron a postularse.
El Partido de la Social Democracia Brasileña repitió la coalición que había elegido a FHC cuatro años antes, que comprende al Partido del Frente Liberal y el Partido Laborista Brasileño. Una vez más, el miembro del Partido del Frente Liberal Marco Maciel fue el compañero de fórmula de FHC.
El Partido de los Trabajadores repitió sus últimas dos candidaturas, lanzando a Luiz Inácio Lula da Silva como su candidato y formando una coalición con el Partido Comunista de Brasil y el Partido Socialista Brasileño. La novedad en esta elección fue la elección de Leonel Brizola del Partido Democrático Laborista como su compañero de fórmula. Antes de eso, el Partido de los Trabajadores se abstuvo de formar coaliciones con partidos vinculados a los sindicatos varguistas como una forma de mantener a su rama sindical, la Central Única dos Trabalhadores, como independiente. Como resultado, el Partido Socialista de los Trabajadores Unificado abandonó la coalición y lanzó a José Maria de Almeida como su candidato.
El exgobernador de Ceará, Ciro Gomes, se postula para presidente y, por lo tanto, su Partido Popular Socialista no se unió a la coalición del Partido de los Trabajadores como lo hizo en la elección anterior. Después de que Oswaldo Souza Oliveira renunciara a su candidatura, su Partido de los Retirados de la Nación decidió apoyar a Gomes.
Después de obtener el tercer lugar en las elecciones de 1994, Enéas Carneiro, del ultraderechista Partido de la Reconstrucción del Orden Nacional, también participó en 1998. Esta vez, sin embargo, solo recibió 1.4 millones de votos, contra 4.6 millones en 1994.
Esta elección también trajo la segunda mujer candidata: Thereza Tinajero Ruiz del Partido Laborista Nacional, que reemplazó a Dorival Masci de Abreu.
| # | #  | Candidato a presidente | Candidato a presidente                | Candidato a vicepresidente | Candidato a vicepresidente      | Partido/coalición                                       |
| - | -- | ---------------------- | ------------------------------------- | -------------------------- | ------------------------------- | ------------------------------------------------------- |
|   | 13 |                        | Luiz Inácio Lula da Silva (PT)        |                            | Leonel Brizola (PDT)            | Unido el Pueblo Cambia Brasil PT, PDT, PSB, PCdoB, PCB  |
|   | 16 |                        | José Maria de Almeida (PSTU)          |                            | José Galvão de Lima (PSTU)      | Partido Socialista de los Trabajadores Unificado (PSTU) |
|   | 19 |                        | Thereza Ruiz (PTN)                    |                            | Eduardo Gomes (PTN)             | Partido Laborista Nacional (PTN)                        |
|   | 20 |                        | Sergio Bueno (PSC)                    |                            | Ronald Abrahão Azaro (PSC)      | Partido Social Cristiano (PSC)                          |
|   | 23 |                        | Ciro Gomes (PPS)                      |                            | Roberto Freire (PPS)            | Brasil Real y Justo PPS, PL, PAN                        |
|   | 27 |                        | José Maria Eymael (PSDC)              |                            | Josmar Oliveira Alderete (PSDC) | Partido Socialdemócrata Cristiano (PSDC)                |
|   | 31 |                        | Vasco Azevedo Neto (PSN)              |                            | Alexandre José dos Santos (PSN) | Partido de la Solidaridad Nacional (PSN)                |
|   | 33 |                        | Ivan Frota (PMN)                      |                            | João Ferreira da Silva (PMN)    | Partido de la Movilización Nacional (PMN)               |
|   | 43 |                        | Alfredo Sirkis (PV)                   |                            | Carla Piranda Rabello (PV)      | Partido Verde (PV)                                      |
|   | 45 |                        | Fernando Henrique Cardoso (PSDB)      |                            | Marco Maciel (PFL)              | Unión, Trabajo y Progreso PSDB, PFL, PPB, PTB, PSD      |
|   | 56 |                        | Enéas Carneiro (PRONA)                |                            | Irapuan Teixeira (PRONA)        | Partido de la Reconstrucción del Orden Nacional (PRONA) |
|   | 70 |                        | João de Deus Barbosa de Jesus (PTdoB) |                            | Nanci Pilar (PTdoB)             | Partido Laborista de Brasil (PTdoB)                     |

## Resultados

### Elección presidencial
| Candidatos                         | Candidatos                            | Candidatos                               | Coalición                          | Votos       | %      |
| Presidente                         | Presidente                            | Vicepresidente                           | Coalición                          | Votos       | %      |
| ---------------------------------- | ------------------------------------- | ---------------------------------------- | ---------------------------------- | ----------- | ------ |
|                                    | Fernando Henrique Cardoso (PSDB)      | Marco Maciel (PFL)                       | PSDB, PFL, PPB, PTB, PSD, PSL      | 35.936.540  | 53,06  |
|                                    | Luiz Inácio Lula da Silva (PT)        | Leonel Brizola (PDT)                     | PT, PDT, PSB, PCdoB, PCB           | 21.475.218  | 31,71  |
|                                    | Ciro Gomes (PPS)                      | Roberto Freire (PPS)                     | PPS, PL, PAN                       | 7.426.190   | 10,97  |
|                                    | Enéas Carneiro (PRONA)                | Irapuan Teixeira (PRONA)                 | Ninguna                            | 1.447.090   | 2,14   |
|                                    | Ivan Moacir da Frota (PMN)            | João Ferreira da Silva (PMN)             | Ninguna                            | 251.337     | 0,37   |
|                                    | Alfredo Sirkis (PV)                   | Carla Piranda Rabello (PV)               | Ninguna                            | 212.984     | 0,31   |
|                                    | José Maria de Almeida (PSTU)          | José Galvão de Lima (PSTU)               | Ninguna                            | 202.659     | 0,30   |
|                                    | João de Deus Barbosa de Jesus (PTdoB) | Nanci Pilar (PTdoB)                      | Ninguna                            | 198.916     | 0,29   |
|                                    | José Maria Eymael (PSDC)              | Josmar Oliveira Alderete (PSDC)          | Ninguna                            | 171.831     | 0,25   |
|                                    | Thereza Tinajero Ruiz (PTN)           | Eduardo Gomes (PTN)                      | Ninguna                            | 166.138     | 0,25   |
|                                    | Sergio Bueno (PSC)                    | Ronald Abrahão Azaro (PSC)               | Ninguna                            | 124.659     | 0,18   |
|                                    | Vasco Azevedo Neto (PSN)              | Alexandre José Ferreira dos Santos (PSN) | Ninguna                            | 109.003     | 0,16   |
|                                    |                                       |                                          |                                    |             |        |
| Votos válidos                      | Votos válidos                         | Votos válidos                            | Votos válidos                      | 67,722,303  | 81.30  |
| Votos blancos                      | Votos blancos                         | Votos blancos                            | Votos blancos                      | 6.688.379   | 8,03   |
| Votos nulos                        | Votos nulos                           | Votos nulos                              | Votos nulos                        | 8.887.091   | 10,67  |
| Total                              | Total                                 | Total                                    | Total                              | 83.297.773  | 100.00 |
| Votantes registrados/participación | Votantes registrados/participación    | Votantes registrados/participación       | Votantes registrados/participación | 106.100.596 | 78.51  |
| Fuente: Recursos Electorales       |                                       |                                          |                                    |             |        |

### Resultados por estados

Resultados de las elecciones presidenciales por estado.

| Estado              | Cardoso   | Cardoso | Lula      | Lula   | Gomes     | Gomes  | Otro    | Otro  | Total      |
| Estado              | #         | %       | #         | %      | #         | %      | #       | %     | #          |
| ------------------- | --------- | ------- | --------- | ------ | --------- | ------ | ------- | ----- | ---------- |
| Acre                | 90.363    | 46,80%  | 59.690    | 30,91% | 26.909    | 13,93% | 16.119  | 8,30% | 193.081    |
| Alagoas             | 394.873   | 54,79%  | 161.584   | 22,42% | 146.729   | 20,36% | 17.467  | 2,39% | 720.653    |
| Amazonas            | 452.076   | 54,67%  | 211.507   | 25,58% | 128.811   | 15,57% | 34.416  | 4,13% | 826.810    |
| Amapá               | 68.277    | 42,32%  | 62.394    | 28,67% | 25.349    | 15,71% | 5.298   | 3,25% | 161.318    |
| Bahía               | 1.977.643 | 50,91%  | 1.372.790 | 35,34% | 327.920   | 8,44%  | 205.655 | 5,26% | 3.884.008  |
| Ceará               | 804.969   | 30,30%  | 872.290   | 32,84% | 909.402   | 34,23% | 37.112  | 1,39% | 2.623.773  |
| Distrito Federal    | 391.201   | 40,44%  | 287.579   | 29,73% | 265.838   | 27,48% | 22.524  | 2,30% | 967.142    |
| Espírito Santo      | 814.535   | 64,74%  | 263.636   | 20,95% | 134.675   | 10,70% | 45.165  | 3,54% | 1.258.011  |
| Goiás               | 1.247.510 | 65,95%  | 371.175   | 19,62% | 195.851   | 10,35% | 76.865  | 4,02% | 1.891.401  |
| Maranhão            | 736.042   | 48,62%  | 444.912   | 29,39% | 246.268   | 16,26% | 86.487  | 5,67% | 1.513.709  |
| Minas Gerais        | 4.225.240 | 55,67%  | 2.129.100 | 28,05% | 883.377   | 11,64% | 351.080 | 4,58% | 7.588.797  |
| Mato Grosso         | 663.773   | 73,09%  | 149.462   | 16,46% | 67.668    | 7,45%  | 27.150  | 2,95% | 908.053    |
| Mato Grosso do Sul  | 520.471   | 61,25%  | 210.120   | 24,73% | 89.951    | 10,58% | 29.128  | 3,39% | 849.670    |
| Pará                | 1.020.868 | 56,81%  | 530.722   | 29,53% | 165.670   | 9,22%  | 79.578  | 4,39% | 1.796.838  |
| Paraíba             | 541.067   | 45,25%  | 402.293   | 33,65% | 191.878   | 16,05% | 60.242  | 5%    | 1.195.480  |
| Pernambuco          | 1.637.394 | 57,22%  | 890.971   | 31,13% | 212.168   | 7,41%  | 120.819 | 4,19% | 2.861.352  |
| Piauí               | 482.649   | 48,09%  | 270.465   | 26,94% | 185.997   | 18,53% | 64.523  | 6,39% | 1.003.634  |
| Paraná              | 2.492.531 | 59,24%  | 1.168.853 | 27,78% | 400.966   | 9,53%  | 144.558 | 3,41% | 4.206.908  |
| Río de Janeiro      | 2.848.277 | 42,27%  | 2.851.274 | 42,32% | 708.279   | 10,51% | 329.558 | 4,85% | 6.737.388  |
| Rio Grande do Norte | 525.842   | 50,71%  | 267.883   | 25,83% | 193.496   | 18,33% | 49.560  | 4,75% | 1.036.781  |
| Rio Grande do Sul   | 2.036.805 | 40,59%  | 2.460.551 | 49,04% | 277.866   | 5,53%  | 241.684 | 4,77% | 5.016.906  |
| Rondônia            | 323.743   | 66,40%  | 103.927   | 21,31% | 39.398    | 8,08%  | 20.461  | 4,15% | 487.529    |
| Roraima             | 71.768    | 61,92%  | 20.601    | 17,77% | 20.138    | 17,37% | 3.389   | 2,89% | 115.896    |
| Santa Catarina      | 1.255.253 | 49,42%  | 929.698   | 36,60% | 252.659   | 9,94%  | 101.982 | 3,98% | 2.539.592  |
| Sergipe             | 297.243   | 47,37%  | 221.565   | 35,31% | 71.233    | 11,35% | 37.448  | 5,93% | 627.489    |
| São Paulo           | 9.736.728 | 59,88%  | 4.688.677 | 28,83% | 1.208.718 | 7,43%  | 624.695 | 3,79% | 16.258.818 |
| Tocantins           | 265.393   | 66,67%  | 66.607    | 16,73% | 47.566    | 11,95% | 18.454  | 4,60% | 398.020    |

Fonte: Resultado da eleição de 1998 Archivado el 21 de septiembre de 2013 en Wayback Machine., Tribunal Superior Eleitoral.

### Congreso Nacional

Partido ganador por estado para las elecciones al Senado Federal.

#### Senado Federal
| Partido                            | Partido                                                 | Votos       | %      | Electos | Total | +/–   |
| ---------------------------------- | ------------------------------------------------------- | ----------- | ------ | ------- | ----- | ----- |
|                                    | Partido del Movimiento Democrático Brasileño (PMDB)     | 13.414.074  | 21,71  | 12      | 26    | +12   |
|                                    | Partido de los Trabajadores (PT)                        | 11.392.662  | 18,42  | 3       | 7     | +3    |
|                                    | Partido Progresista Brasileño (PPB)                     | 9.246.089   | 14,95  | 2       | 3     | –3    |
|                                    | Partido del Frente Liberal (PFL)                        | 7.047.702   | 11,40  | 5       | 20    | +9    |
|                                    | Partido de la Social Democracia Brasileña (PSDB)        | 6.366.671   | 10,29  | 4       | 16    | +7    |
|                                    | Partido Democrático Laborista (PDT)                     | 3.195.863   | 5,18   | 0       | 4     | –     |
|                                    | Partido Socialista Brasileño (PSB)                      | 3.949.025   | 6,38   | 1       | 3     | +2    |
|                                    | Partido Laborista Brasileño (PTB)                       | 2.449.479   | 3,96   | 0       | 1     | –2    |
|                                    | Partido Popular Socialista (PPS)                        | 1.846.897   | 2,99   | 0       | 1     | –     |
|                                    | Partido Comunista de Brasil (PCdoB)                     | 559.214     | 0,90   | 0       | 0     | –     |
|                                    | Partido de la Reconstrucción del Orden Nacional (PRONA) | 376.040     | 0,61   | 0       | 0     | –     |
|                                    | Partido Social Cristiano (PSC)                          | 371.873     | 0,60   | 0       | 0     | –     |
|                                    | Partido Socialista de los Trabajadores Unificado (PSTU) | 371.618     | 0,60   | 0       | 0     | –     |
|                                    | Partido Social Laborista (PST)                          | 213.643     | 0,34   | 0       | 0     | Nuevo |
|                                    | Partido Verde (PV)                                      | 163.425     | 0,26   | 0       | 0     | –     |
|                                    | Partido de la Movilización Nacional (PMN)               | 144.541     | 0,23   | 0       | 0     | –     |
|                                    | Partido Socialdemócrata Cristiano (PSDC)                | 114.573     | 0,19   | 0       | 0     | Nuevo |
|                                    | Partido de la Solidaridad Nacional (PSN)                | 110.080     | 0,18   | 0       | 0     | Nuevo |
|                                    | Partido de la Reconstrucción Nacional (PRN)             | 99.077      | 0,16   | 0       | 0     | –     |
|                                    | Partido Republicano Progresista (PRP)                   | 76.969      | 0.12   | 0       | 0     | –     |
|                                    | Partido Liberal (PL)                                    | 71.974      | 0,12   | 0       | 0     | –1    |
|                                    | Partido Renovador Laborista Brasileño (PRTB)            | 67.586      | 0,11   | 0       | 0     | –     |
|                                    | Partido Laborista de Brasil (PTdoB)                     | 62.086      | 0,10   | 0       | 0     | –     |
|                                    | Partido Laborista Nacional (PTN)                        | 42.042      | 0.07   | 0       | 0     | Nuevo |
|                                    | Partido de los Retirados de la Nación (PAN)             | 43.389      | 0,07   | 0       | 0     | Nuevo |
|                                    | Partido Social Democrático (PSD)                        | 18.647      | 0,03   | 0       | 0     | –     |
|                                    | Partido Social Liberal (PSL)                            | 12.870      | 0,02   | 0       | 0     | Nuevo |
|                                    | Partido General de los Trabajadores (PGT)               | 11.810      | 0,02   | 0       | 0     | Nuevo |
|                                    | Partido de la Causa Obrera (PCO)                        | 274         | 0,00   | 0       | 0     | –     |
|                                    |                                                         |             |        |         |       |       |
| Votos válidos                      | Votos válidos                                           | 61.840.193  | 74.26  | –       | –     | –     |
| Votos en blanco                    | Votos en blanco                                         | 11,377,677  | 13.66  | –       | –     | –     |
| Votos nulos                        | Votos nulos                                             | 10,058,059  | 12.08  | –       | –     | –     |
| Total                              | Total                                                   | 83.275.929  | 100.00 | 27      | 81    | 0     |
| Votantes registrados/participación | Votantes registrados/participación                      | 106.053.106 | 78,52  | –       | –     | –     |
| Fuente: Recursos Electorales       |                                                         |             |        |         |       |       |

Fue renovado un tercio del Senado.
| Bandera | Estado               | UF | Senadores               | Partido | Suplentes             |
| ------- | -------------------- | -- | ----------------------- | ------- | --------------------- |
|         | Acre                 | AC | Tião Viana              | PT      |                       |
|         | Alagoas              | AL | Heloísa Helena          | PT      | Severino Lúcio        |
|         | Amapá                | AP | José Sarney             | PMDB    |                       |
|         | Amazonas             | AM | Gilberto Mestrinho      | PMDB    | João Tomé Mestrinho   |
|         | Bahía                | BA | Paulo Souto             | PFL     | Rodolfo Tourinho      |
|         | Ceará                | CE | Luiz Pontes             | PSDB    | Reginaldo Duarte      |
|         | Distrito Federal     | DF | Luiz Estevão            | PMDB    | Valmir Amaral         |
|         | Espírito Santo       | ES | Paulo Hartung           | PSDB    | João Batista Mota     |
|         | Goiás                | GO | Maguito Vilela          | PMDB    | Iris de Araújo        |
|         | Maranhão             | MA | João Alberto de Souza   | PMDB    | Ribamar Fiquene       |
|         | Mato Grosso          | MT | Antero Paes de Barros   | PSDB    | Luiz Soares           |
|         | Mato Grosso del Sur  | MS | Juvêncio Fonseca        | PMDB    |                       |
|         | Minas Gerais         | MG | José Alencar            | PMDB    | Aelton Freitas        |
|         | Pará                 | PA | Luiz Otávio Campos      | PPB     |                       |
|         | Paraíba              | PB | Ney Suassuna            | PMDB    | Robinson Viana        |
|         | Paraná               | PR | Álvaro Dias             | PSDB    |                       |
|         | Pernambuco           | PE | José Jorge              | PFL     | José Coelho           |
|         | Piauí                | PI | Alberto Silva           | PMDB    | Marcos Silva          |
|         | Río de Janeiro       | RJ | Saturnino Braga         | PSB     | Carlos Lupi           |
|         | Río Grande del Norte | RN | Fernando Bezerra        | PMDB    | Agnelo Alves          |
|         | Río Grande del Sur   | RS | Pedro Simon             | PMDB    |                       |
|         | Rondonia             | RO | Amir Lando              | PMDB    | Mário Calixto         |
|         | Roraima              | RR | Mozarildo Cavalcanti    | PPB     |                       |
|         | Santa Catarina       | SC | Jorge Bornhausen        | PFL     | Vasco Furlan          |
|         | São Paulo            | SP | Eduardo Suplicy         | PT      |                       |
|         | Sergipe              | SE | Maria do Carmo Alves    | PFL     |                       |
|         | Tocantins            | TO | Eduardo Siqueira Campos | PFL     | Telma Siqueira Campos |

#### Cámara de Diputados

Resultados de las elecciones por estado.

| Partido                            | Partido                                                 | Votos       | %      | Escaños | +/–   |
| ---------------------------------- | ------------------------------------------------------- | ----------- | ------ | ------- | ----- |
|                                    | Partido del Frente Liberal (PFL)                        | 11.525.100  | 17,35  | 105     | +16   |
|                                    | Partido de la Social Democracia Brasileña (PSDB)        | 11.681.939  | 17,54  | 99      | +37   |
|                                    | Partido del Movimiento Democrático Brasileño (PMDB)     | 10.105.896  | 15,17  | 83      | –24   |
|                                    | Partido de los Trabajadores (PT)                        | 8.786.528   | 13,19  | 59      | +10   |
|                                    | Partido Progresista Brasileño (PPB)                     | 7.553.167   | 11,34  | 60      | –28   |
|                                    | Partido Democrático Laborista (PDT)                     | 3.774.511   | 5,67   | 25      | –9    |
|                                    | Partido Laborista Brasileño (PTB)                       | 3.768.196   | 5,66   | 31      | –     |
|                                    | Partido Socialista Brasileño (PSB)                      | 2.273.219   | 3,41   | 18      | +3    |
|                                    | Partido Liberal (PL)                                    | 1.643.937   | 2,47   | 12      | –1    |
|                                    | Partido Popular Socialista (PPS)                        | 872.220     | 1,31   | 3       | +1    |
|                                    | Partido Comunista de Brasil (PCdoB)                     | 869.292     | 1,30   | 7       | –3    |
|                                    | Partido de la Reconstrucción del Orden Nacional (PRONA) | 592.634     | 0,89   | 1       | +1    |
|                                    | Partido Social Democrático (PSD)                        | 503.725     | 0,76   | 3       | –     |
|                                    | Partido Social Cristiano (PSC)                          | 446.329     | 0,67   | 2       | –1    |
|                                    | Partido de la Movilización Nacional (PMN)               | 360.214     | 0,54   | 2       | –2    |
|                                    | Partido Verde (PV)                                      | 292.694     | 0,44   | 1       | –     |
|                                    | Partido Republicano Progresista (PRP)                   | 255.516     | 0,38   | 0       | –1    |
|                                    | Partido Laborista de Brasil (PTB)                       | 216.645     | 0,32   | 0       | –     |
|                                    | Partido Social Laborista (PST)                          | 193.562     | 0,29   | 1       | Nuevo |
|                                    | Partido Socialista de los Trabajadores Unificado (PSTU) | 187.683     | 0,28   | 0       | –     |
|                                    | Partido Social Liberal (PSL)                            | 177.035     | 0,26   | 1       | Nuevo |
|                                    | Partido de la Solidaridad Nacional (PSN)                | 136.834     | 0,20   | 0       | Nuevo |
|                                    | Partido Laborista Nacional (PTN)                        | 64.712      | 0,10   | 0       | Nuevo |
|                                    | Partido de los Retirados de la Nación (PAN)             | 62.651      | 0,09   | 0       | Nuevo |
|                                    | Partido Socialdemócrata Cristiano (PSDC)                | 62.055      | 0,09   | 0       | Nuevo |
|                                    | Partido de la Reconstrucción Nacional (PRN)             | 54.285      | 0,08   | 0       | –1    |
|                                    | Partido Renovador Laborista Brasileño (PRTB)            | 53.785      | 0,08   | 0       | –     |
|                                    | Partido Comunista Brasileño (PCB)                       | 49.619      | 0,07   | 0       | –     |
|                                    | Partido General de los Trabajadores (PGT)               | 27.825      | 0,04   | 0       | Nuevo |
|                                    | Partido de la Causa Obrera (PCO)                        | 8.067       | 0,01   | 0       | –     |
|                                    |                                                         |             |        |         |       |
| Votos válidos                      | Votos válidos                                           | 66.599.875  | 79.97  | –       | –     |
| Votos en blanco                    | Votos en blanco                                         | 8,522,351   | 10.23  | –       | –     |
| Votos nulos                        | Votos nulos                                             | 8,160,250   | 9.80   | –       | –     |
| Total                              | Total                                                   | 83.282.476  | 100.00 | 513     | 0     |
| Votantes registrados/participación | Votantes registrados/participación                      | 106.053.106 | 78,53  | -3.44   | -3.44 |
| Fuente: Recursos Electorales       |                                                         |             |        |         |       |

### Elecciones estatales

#### Gobernadores electos
| Bandera | Estado               | UF | Gobernador            | Partido | Vicegovernador         | Coalición                                                                          |
| ------- | -------------------- | -- | --------------------- | ------- | ---------------------- | ---------------------------------------------------------------------------------- |
|         | Acre                 | AC | Jorge Viana           | PT      | Edison Cadaxo          | PT, PSDB, PDT, PTB, PSB, PCdoB, PPS, PL, PSL, PTdoB, PV y PMN                      |
|         | Alagoas              | AL | Ronaldo Lessa         | PSB     | Geraldo Sampaio        | PSB, PT, PDT, PCdoB, PPS, PTdoB, PRONA, PRP, PV, PTN, PSN, PMN y PST               |
|         | Amapá                | AP | João Capiberibe       | PSB     | Dalva Figueiredo       | PSB, PT, PCdoB, PPS, PAN, PV y PRP                                                 |
|         | Amazonas             | AM | Amazonino Mendes      | PFL     | Samuel Assayag         | PFL, PSDB, PMDB, PTB, PL, PRTB, PTdoB, PRP, PSDC, PST y PSC                        |
|         | Bahía                | BA | César Borges          | PFL     | Otto Alencar           | PFL, PMDB, PPB, PTB, PL, PST, PRN, PTdoB y PSC                                     |
|         | Ceará                | CE | Tasso Jereissati      | PSDB    | Beni Veras             | PSDB, PPB, PPS, PTB y PSD                                                          |
|         | Distrito Federal     | DF | Joaquim Roriz         | PMDB    | Benedito Domingos      | PMDB, PPB, PRP, PTdoB, PRONA, PSD, PST y PRN                                       |
|         | Espírito Santo       | ES | José Ignácio Ferreira | PSDB    | Celso Vasconcelos      | PSDB, PFL, PPB, PL, PSDC y PV                                                      |
|         | Goiás                | GO | Marconi Perillo       | PSDB    | Alcides Rodrigues      | PSDB, PPB, PFL, PTB y PSDC                                                         |
|         | Maranhão             | MA | Roseana Sarney        | PFL     | José Reinaldo Tavares  | PFL, PMDB, PCdoB, PTB, PL, PRP, PSD, PST, PRTB, PSDC, PSC y PSL                    |
|         | Mato Grosso          | MT | Dante de Oliveira     | PSDB    | Rogério Sales          | PSDB, PSB, PV y PMN                                                                |
|         | Mato Grosso del Sur  | MS | Zeca del PT           | PT      | Moacir Kohl            | PT, PDT, PSB, PCdoB, PPS y PAN                                                     |
|         | Minas Gerais         | MG | Itamar Franco         | PMDB    | Newton Cardoso         | PMDB, PL, PPS, PST, PSL, PTN, PTdoB, PMN, PRTB, PAN y PSC                          |
|         | Pará                 | PA | Almir Gabriel         | PSDB    | Hildegardo Nunes       | PSDB, PPB, PTB, PPS, PL, PSC, PSD, PTdoB, PV y PMN                                 |
|         | Paraíba              | PB | José Maranhão         | PMDB    | Roberto Paulino        | PMDB, PSDB, PFL, PPB, PDT, PTB, PL, PST, PSC y PSL                                 |
|         | Paraná               | PR | Jaime Lerner          | PFL     | Emília Belinati        | PFL, PPB, PTB, PSB, PPS, PL, PST, PSC, PRN, PSD, PTdoB, PRP, PTN y PSL             |
|         | Pernambuco           | PE | Jarbas Vasconcelos    | PMDB    | Mendonça Filho         | PMDB, PFL, PPB, PL, PST, PTN, PV y PSDC                                            |
|         | Piauí                | PI | Mão Santa             | PMDB    | Osmar Júnior           | PMDB, PDT, PTB, PL, PCdoB, PPS, PSDC y PRONA                                       |
|         | Río de Janeiro       | RJ | Anthony Garotinho     | PDT     | Benedita da Silva      | PDT, PT, PSB, PCdoB y PCB                                                          |
|         | Río Grande del Norte | RN | Garibaldi Alves Filho | PMDB    | Fernando Freire        | PMDB, PPB, PRTB, PPS, PMN, PSD, PAN y PTdoB                                        |
|         | Río Grande del Sur   | RS | Olívio Dutra          | PT      | Miguel Rossetto        | PT, PSB, PCdoB y PCB                                                               |
|         | Rondonia             | RO | José Bianco           | PFL     | Miguel de Souza        | sin coalición                                                                      |
|         | Roraima              | RR | Neudo Campos          | PPB     | Flamarion Portela      | PPB, PSL, PDT, PL, PGT, PSD, PAN y PTN                                             |
|         | Santa Catarina       | SC | Esperidião Amin       | PPB     | Paulo Bauer            | PPB, PFL, PSDB, PTB, PSD, PL, PTdoB, PRN, PGT, PRTB, PSDC, PSL, PST y PAN          |
|         | São Paulo            | SP | Mário Covas           | PSDB    | Geraldo Alckmin        | PSDB, PTB y PSD                                                                    |
|         | Sergipe              | SE | Albano Franco         | PSDB    | Benedito de Figueiredo | PSDB, PMDB, PPB, PPS, PL, PSC, PV y PMN                                            |
|         | Tocantins            | TO | Siqueira Campos       | PFL     | João da Cruz           | PFL, PSDB, PPB, PDT, PTB, PSB, PL, PTdoB, PRP, PV, PGT, PRTB, PSDC, PSC, PTN y PST |